# Centre culturel d'Ottignies-Louvain-la-Neuve
Le SPOTT - Centre culturel d'Ottignies-Louvain-la-Neuve (anciennement Centre culturel et artistique d'Ottignies, puis Centre culturel d'Ottignies), est un édifice de style fonctionnaliste situé à Ottignies, section de la ville belge d'Ottignies-Louvain-la-Neuve, dans la province du Brabant wallon.

## Localisation
Le Centre culturel se dresse au numéro 41 de l'avenue des Combattants,, au centre d'Ottignies, à côté de la maison communale et de l'école du Centre, et non loin de l'église Saint-Rémi et de la Ferme du Douaire.
Sa direction et son siège administratif sont abrités par la Ferme du Douaire, située en face, au numéro 2 de l'avenue des Combattants.
Il possède par ailleurs une antenne au no 1 de la Grand-Place de Louvain-la-Neuve.

## Historique

### Institution

#### Fondation
L'historique de cette institution culturelle commence en 1976 avec la création du Centre culturel et artistique d'Ottignies (CCAO),.
Le Centre culturel d'Ottignies-Louvain-la-Neuve naît en 2000 de la fusion du Centre culturel et artistique d'Ottignies (créé en 1976) et du Foyer culturel (créé en 1991). Il développe depuis lors la politique culturelle d'Ottignies-Louvain-la-Neuve, avec un large soutien de la Ville d'Ottignies-Louvain-la-Neuve,.

#### Direction
En juillet 2006, la directrice du centre Martine Queroles décède lors d'un accident de moto en France : le conseil d'administration du Centre culturel choisit alors pour lui succéder, parmi une vingtaine de candidats, Vincent Geens, qui assurait la direction artistique du Centre culturel du Brabant wallon (CCBW) depuis 1999,.
Vincent Geens est remplacé en 2019 par Étienne Struyf à la direction du Centre culturel,,.

#### Nouveau nom et nouvelle identité visuelle

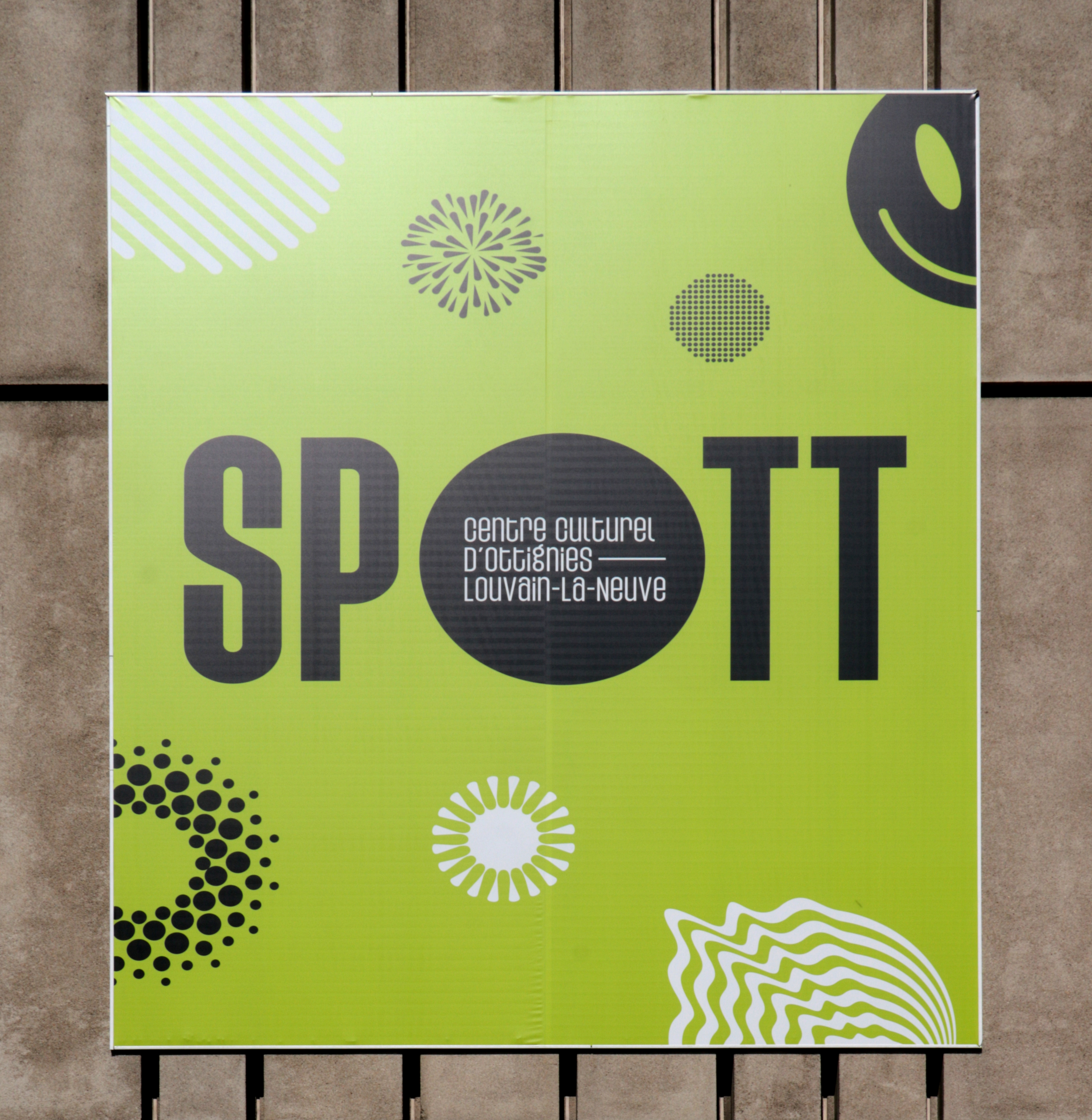
« SPOTT ».

En octobre 2022, le Centre culturel décide de changer de nom et sollicite le public par le biais de son site internet, sur lequel 8 noms sont proposés, parmi lesquels « Le Pic », « la Chamade » ou encore « le Keûr », le public pouvant aussi suggérer d'autres noms,. Il faut que le nouveau nom puisse être accompagné d'une identité visuelle, un graphisme, une typographie qui seront la signature du lieu. Le changement de nom s'accompagne d'une réflexion sur les outils de communication comme le site internet ou la revue du Centre.
Aucune des 8 propositions ne se distingue mais plusieurs centaines de noms sont proposés par le public. « Vingt noms ont été sélectionnés, puis 3… Nous devions nous assurer qu'il n'étaient pas déjà utilisés et qu'il ne véhiculaient pas de message négatif » explique Étienne Struyf, le directeur du centre culturel.
Le 14 mars 2023, le centre culturel annonce que c'est une proposition du public qui a été retenue : « SPOTT », avec les deux T d'Ottignies-Louvain-la-Neuve,.
« Ce nom commun issu du monde du spectacle véhicule un message simple mais percutant : la volonté de mettre en lumière toutes les formes de culture en y donnant l'accès au plus grand nombre » explique Étienne Struyf. Le président du conseil d'administration fait remarquer que le « SPOTT » est également celui qui envoie un rayon lumineux vers l'extérieur de la ville en particulier vers le Brabant Wallon, pour renforcer son rôle de pôle culturel de la province.
« Nous avons choisi d'afficher la mention « Centre culturel d'Ottignies Louvain-la-Neuve » en première base line à l'intérieur du O de « SPOTT » » ajoute Étienne Struyf. Les graphistes ont développé une identité visuelle autour du nom, une « signature » qui représente l'institution et ses valeurs : le O du « SPOTT » au centre du nom peut se décliner de différentes façons en fonction du sujet.
Les façades en béton du centre culturel ont été décorées avec la nouvelle identité visuelle en attendant la rénovation de toute l'enveloppe du bâtiment.

### Bâtiment

#### Construction
La construction du bâtiment et de la salle de spectacle remonte à 1978,. La première saison théâtrale (1978-1979) est consacrée principalement à Molière, Shakespeare, Bertolt Brecht et Roland Lepage.

#### Modernisation
En 2013, la salle, qui avait à cette époque déjà vu défiler 1.300.000 personnes, est rénovée aux frais de la Ville, faute de subsides : le but des travaux est d'augmenter le confort des spectateurs en remplaçant les anciens sièges par des sièges plus fins et en réduisant légèrement leur nombre de 625 à 615, le tout afin d'augmenter l'espace pour les jambes,. Ces fauteuils n'avaient pas été remplacés depuis l'ouverture de la salle en 1978. À cette occasion, l'équipement de scène (gril technique, dispositif d'éclairage, ajout d'une passerelle au-dessus de la salle) est également rénové et amélioré.

#### Rénovation énergétique
À la suite d'un audit énergétique de dix bâtiments publics de la Ville effectué à partir de 2020 par le programme wallon Renowatt, le gouvernement de la Fédération Wallonie-Bruxelles donne, en septembre 2022, son accord de principe pour l'octroi d'un subside de 1,95 million  € pour la rénovation énergétique du Centre culturel, qui est un des bâtiments les plus énergivores de la Ville, avec la Ferme du Douaire et les bâtiments de l'administration communale situés juste en face. Dans le cadre de cette rénovation, qui sera opérée en 2025 et 2026 et coûtera 4,4 millions €, le bâtiment sera rénové au standard Q-ZEN pour atteindre des gains énergétiques importants et une réduction de plus de 80% des émissions de CO2.
Le Centre culturel va être rénové de la toiture aux châssis en passant par la façade afin d'améliorer la performance énergétique du bâtiment dans le cadre du « Plan pour la Reprise et la Résilience de la Belgique » (PPR). Toute l'enveloppe du Centre culturel est concernée : les façades en béton, vieilles de 40 ans sont en mauvais état et s'effritent ; elles vont être démontées pour arriver au béton structurel, avant de placer une isolation et de remettre un bardage. L'édifice conservera sa forme initiale mais il sera doté d'un bardage d'acier Corten au rez-de-chaussée et d'un parement de briques blanches aux étages. La destruction des façades commence en juin 2025.
La fresque « La Liesse populaire » de Claude Rahir, qui date de 1993, disparaîtra au profit de structures qui permettront d'informer sur la saison culturelle. Face aux réticences de l'opposition politique,  l'échevin de la culture rappelle en novembre 2022 que Claude Rahir espérait que sa fresque vive 30 ans et il souligne que le souhait de l'artiste a donc été respecté. Le président du conseil d'administration du Centre culturel rappelle par ailleurs que le Centre culturel manque d'espace de stockage et qu'on parlait déjà en 1993 de construire sur le terrain voisin de la fresque.

## Architecture
La façade principale du Centre culturel est composée de trois volumes distincts édifiés en béton de couleur beige, et rythmés par des bandes de béton verticales alternant avec des alignements de fenêtres dont la couleur brun foncé est typique des années 1970.
Le motif des bandes de béton verticales est utilisé au-dessus de la porte d'entrée principale sous la forme de six blocs verticaux qui donnent à cette entrée un bel élan.
Les deux volumes bas rectangulaires sont surmontés par la silhouette curviligne du troisième volume qui rompt la linéarité de l'ensemble et évite la monotonie.
La froideur du béton est atténuée par les nombreux bacs à fleur suspendus, qui alternent avec les affiches des spectacles de la saison en cours.

Centre culturel d'Ottignies-Louvain-la-Neuve
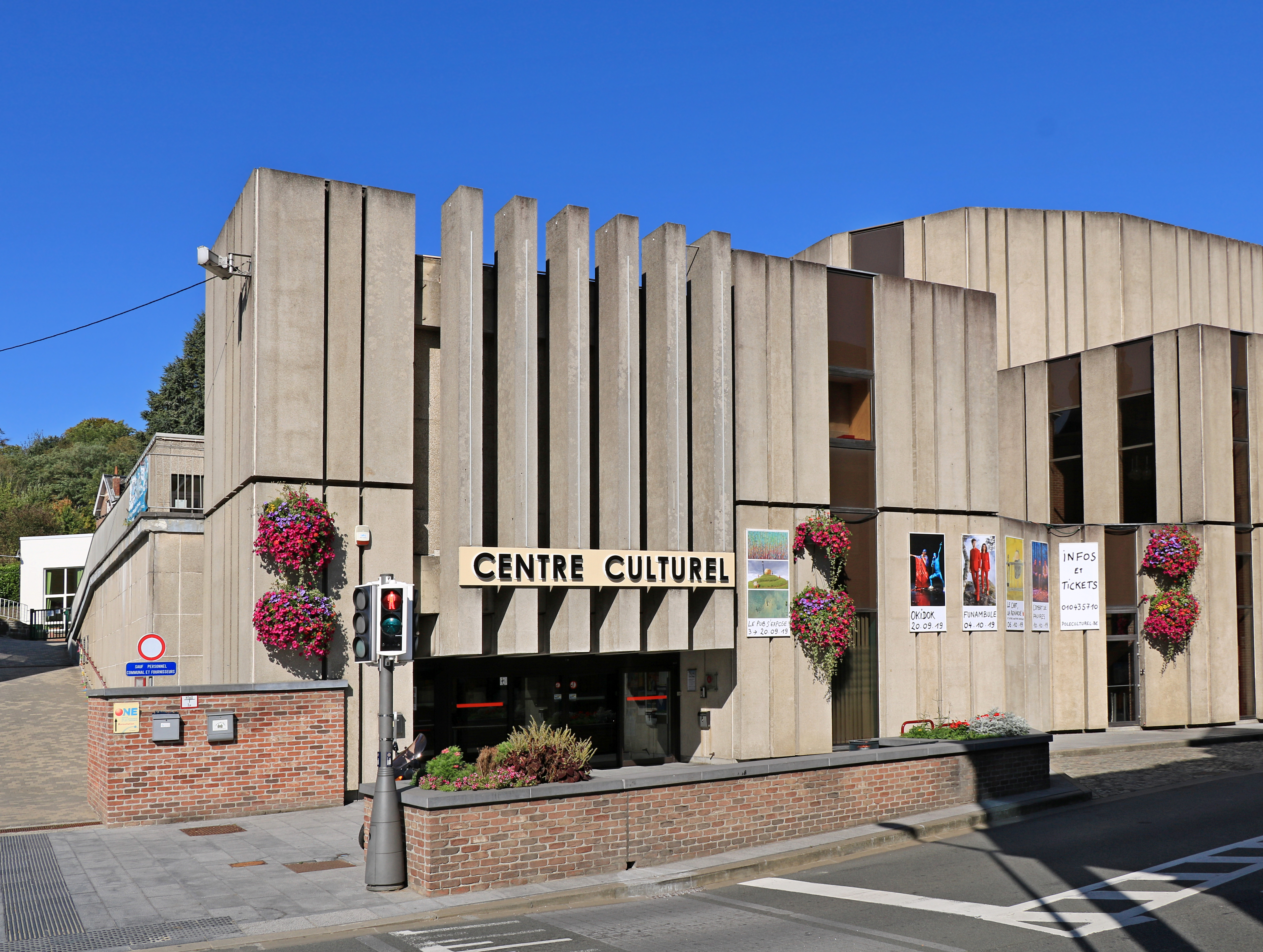
Aile sud.
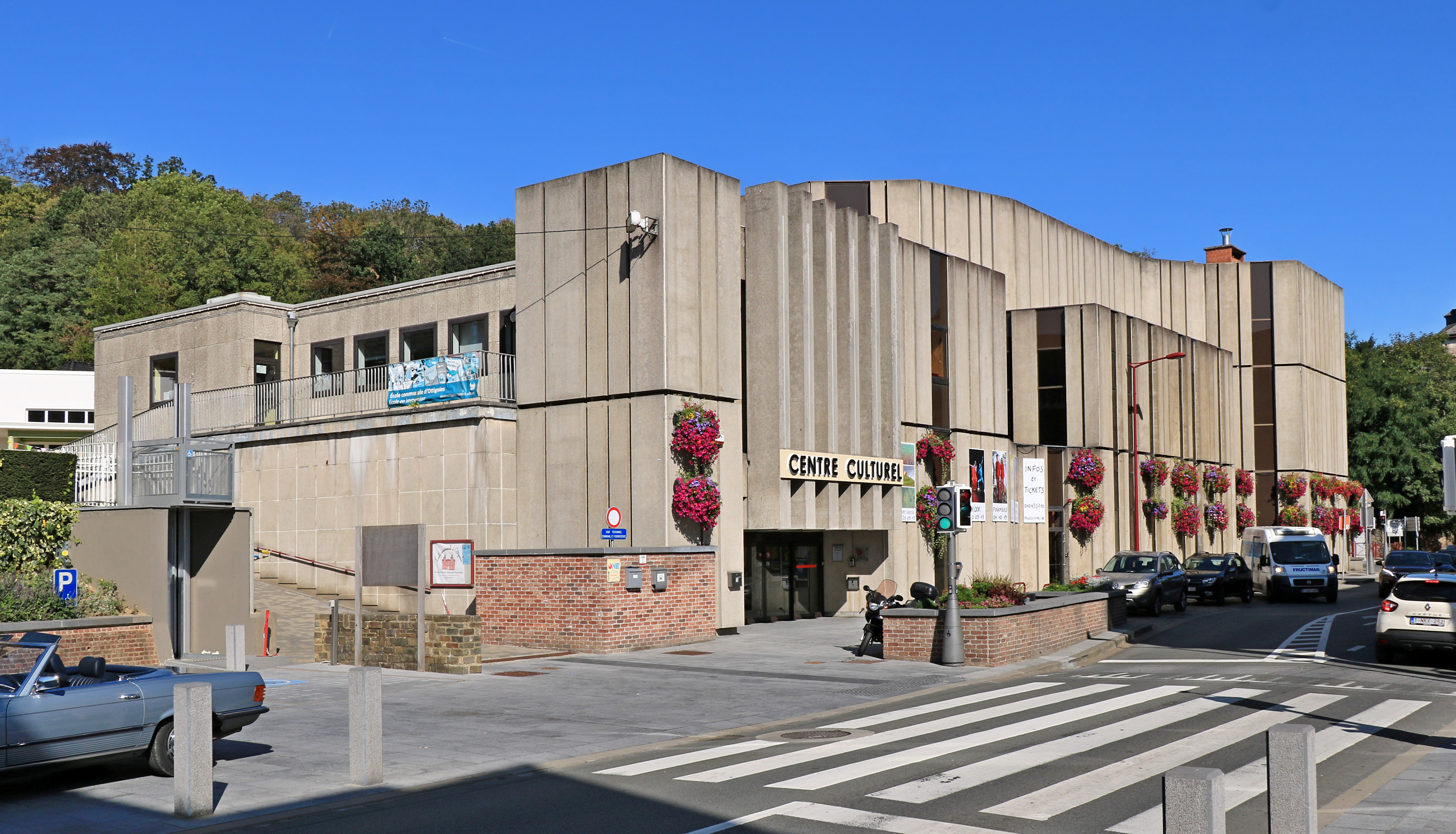
Vue générale.
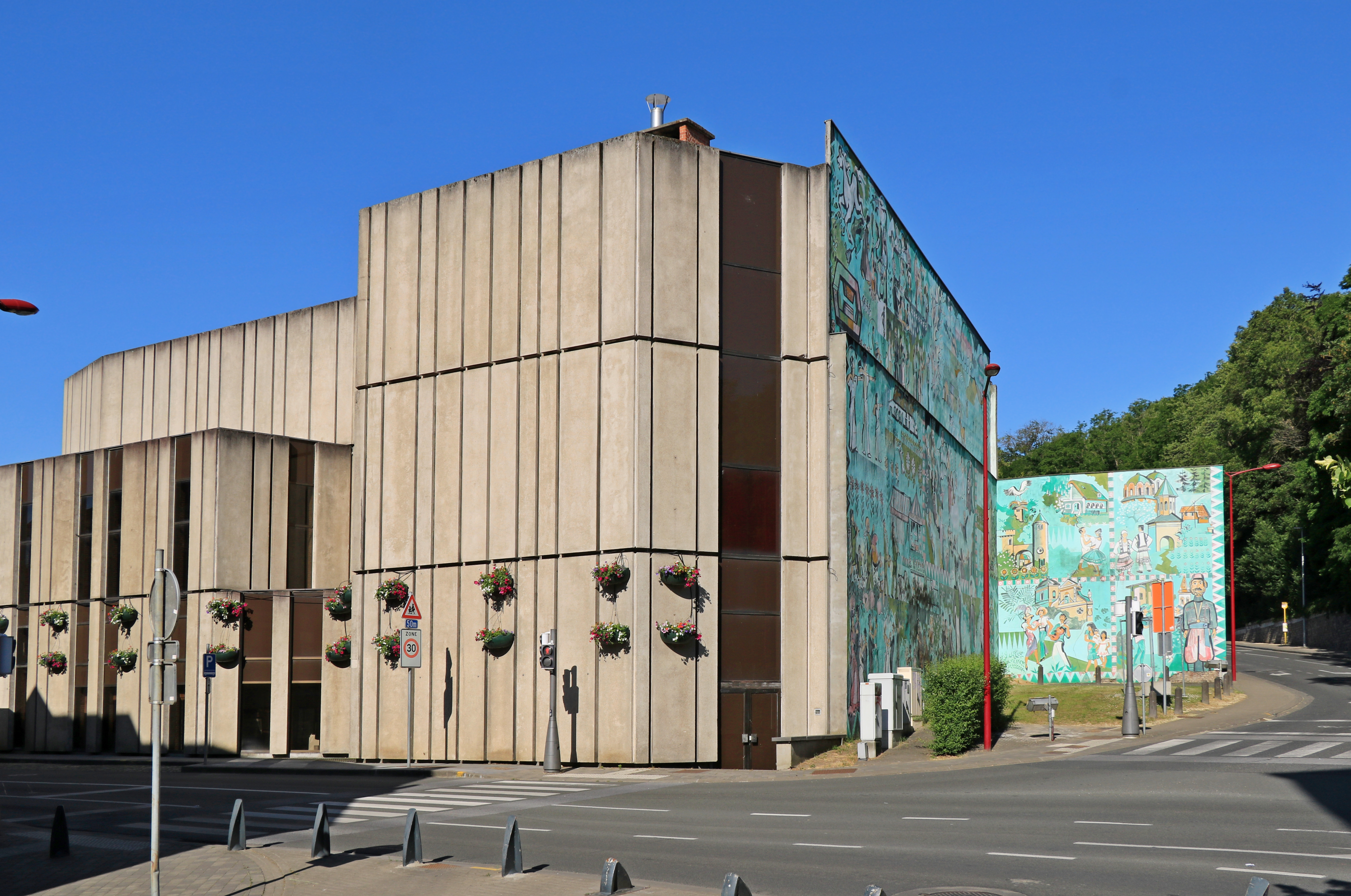
Angle nord.
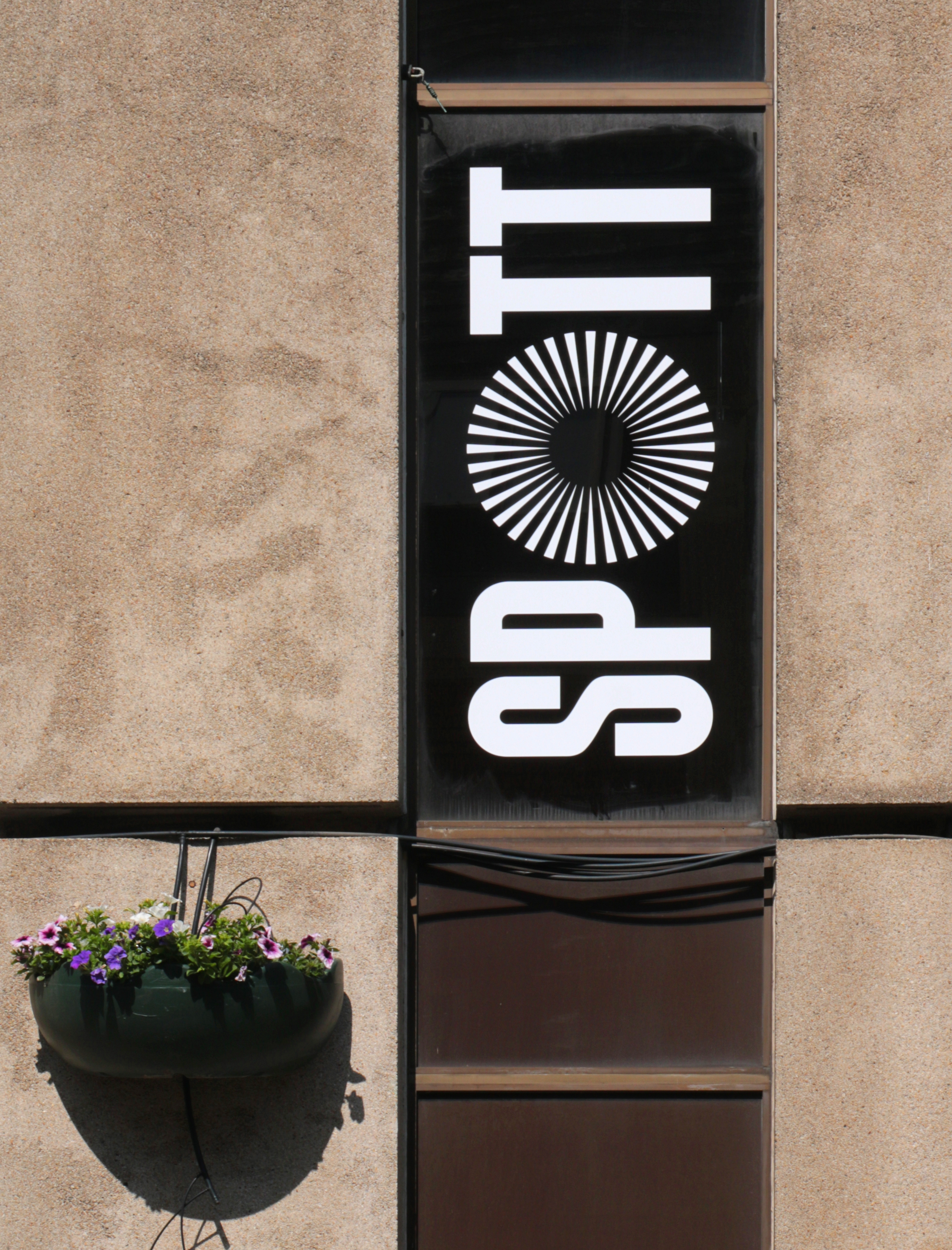
« SPOTT ».

## Fresque «La Liesse populaire» de Claude Rahir

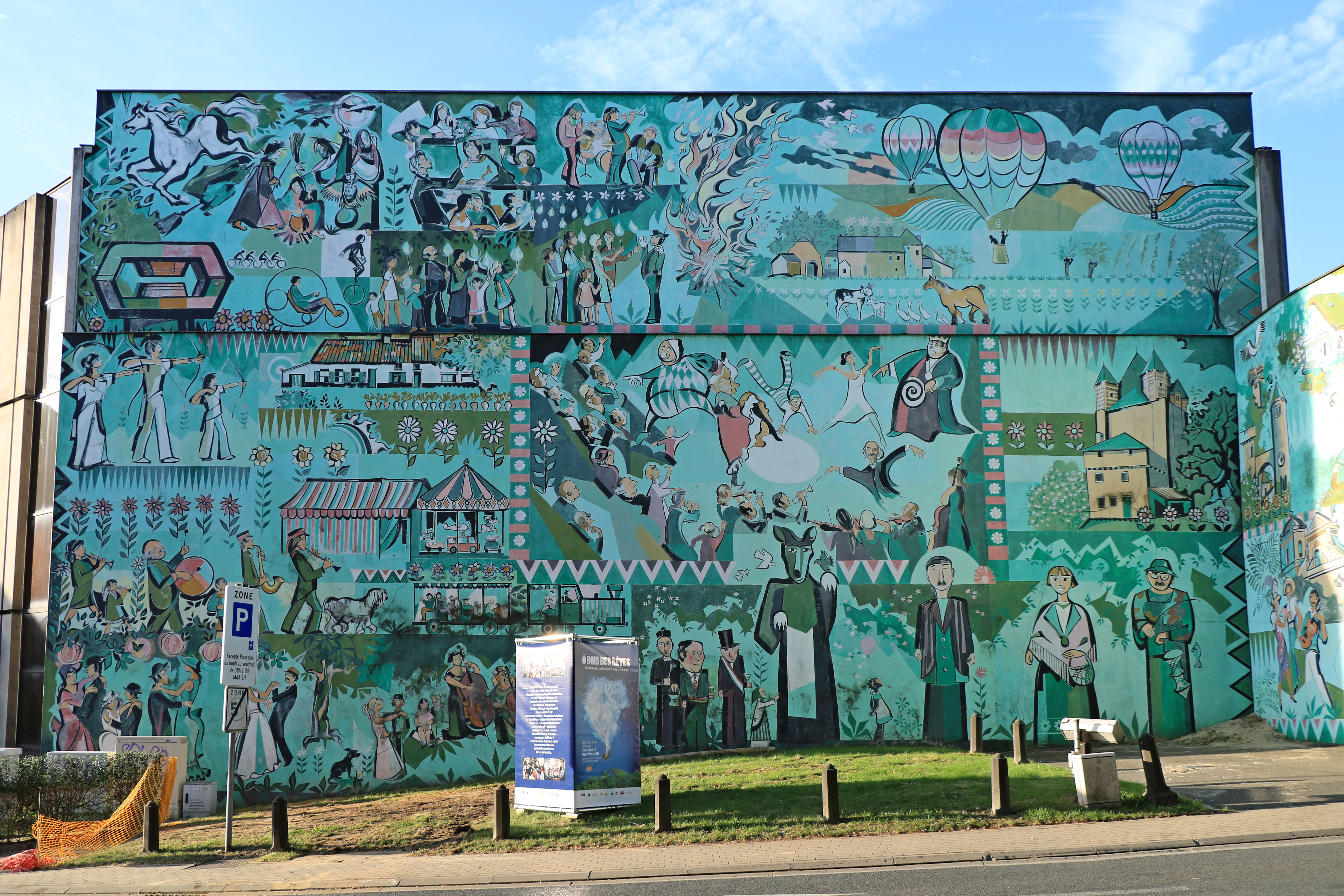
« La Liesse populaire ».

Au nord, au coin de l'avenue des Combattants et de la rue du Roi Albert, le centre culturel présente un mur aveugle qui était initialement gris, nu et sinistre : la ville décida donc de l'égayer au moyen d'une peinture murale, elle qui a toujours été soucieuse de la rencontre entre l'art et le public, comme en témoigne la convention qui dit que toute entreprise qui s'installe à Louvain-la-Neuve doit consacrer à l'art 2 % de ses investissements.
Depuis 1993, ce mur est orné d'une vaste peinture murale de 450 m2 de Claude Rahir intitulé « La Liesse populaire », évoquant le folklore de l'entité,. Claude Rahir a déambulé dans l'entité ottintoise pour y découvrir les gens, les traditions, le folklore. Il a ensuite passé trois mois sur ses échafaudages à partir de janvier 1993 pour réaliser cette fresque.

### Pan de mur principal
La fresque qui orne le pan de mur principal met en scène de nombreux éléments du folklore et du patrimoine d'Ottignies-Louvain-la-Neuve, comme les départs de montgolfières depuis la place Communale de Céroux, le château-ferme de Moriensart, le cœur du premier cyclotron belge (1947) exposé près du cyclotron de Louvain-la-Neuve, des fanfares, des concerts, des bals, des défilés aux flambeaux, une kermesse…

« La Liesse populaire » de Claude Rahir
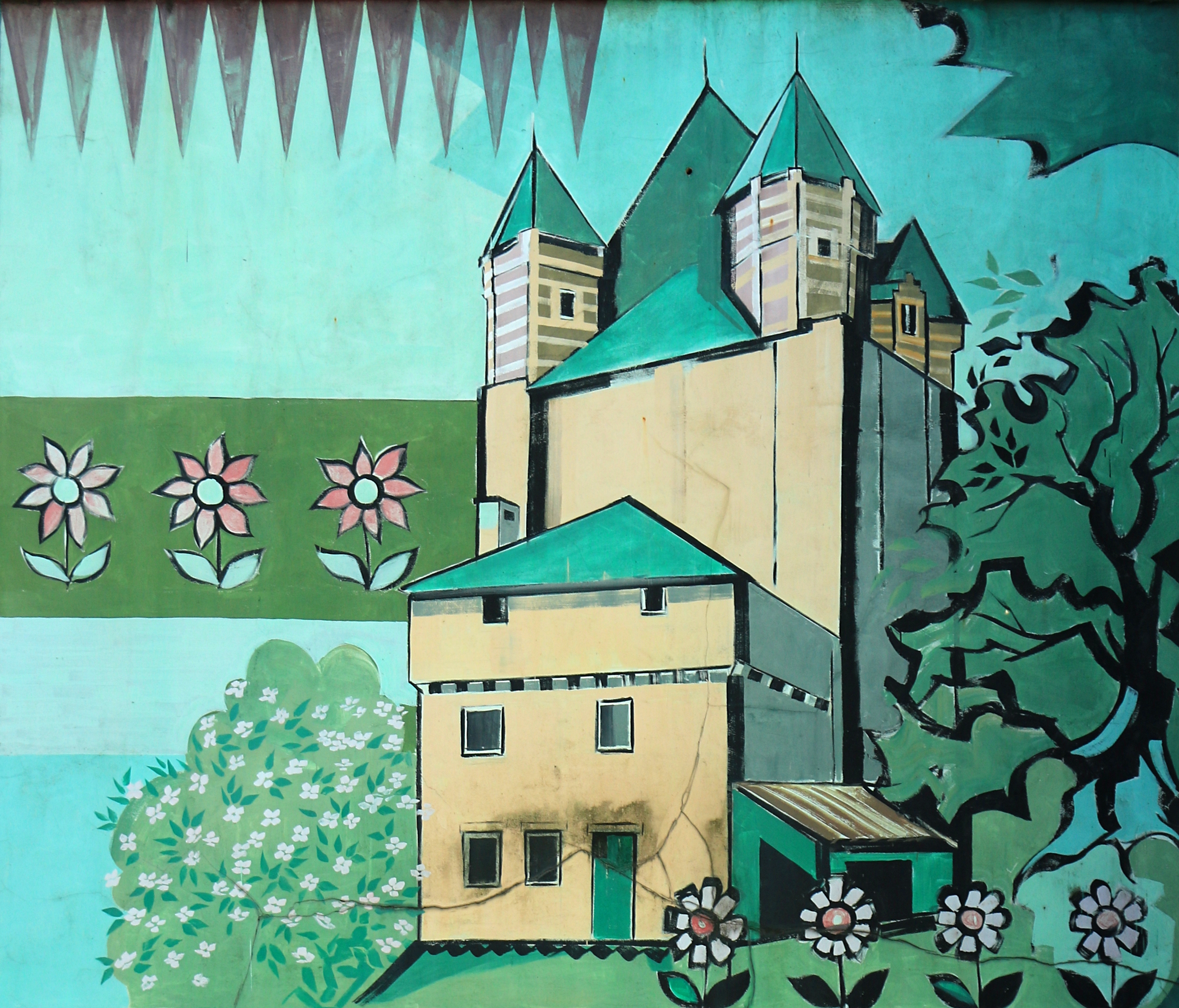
La tour de Moriensart.
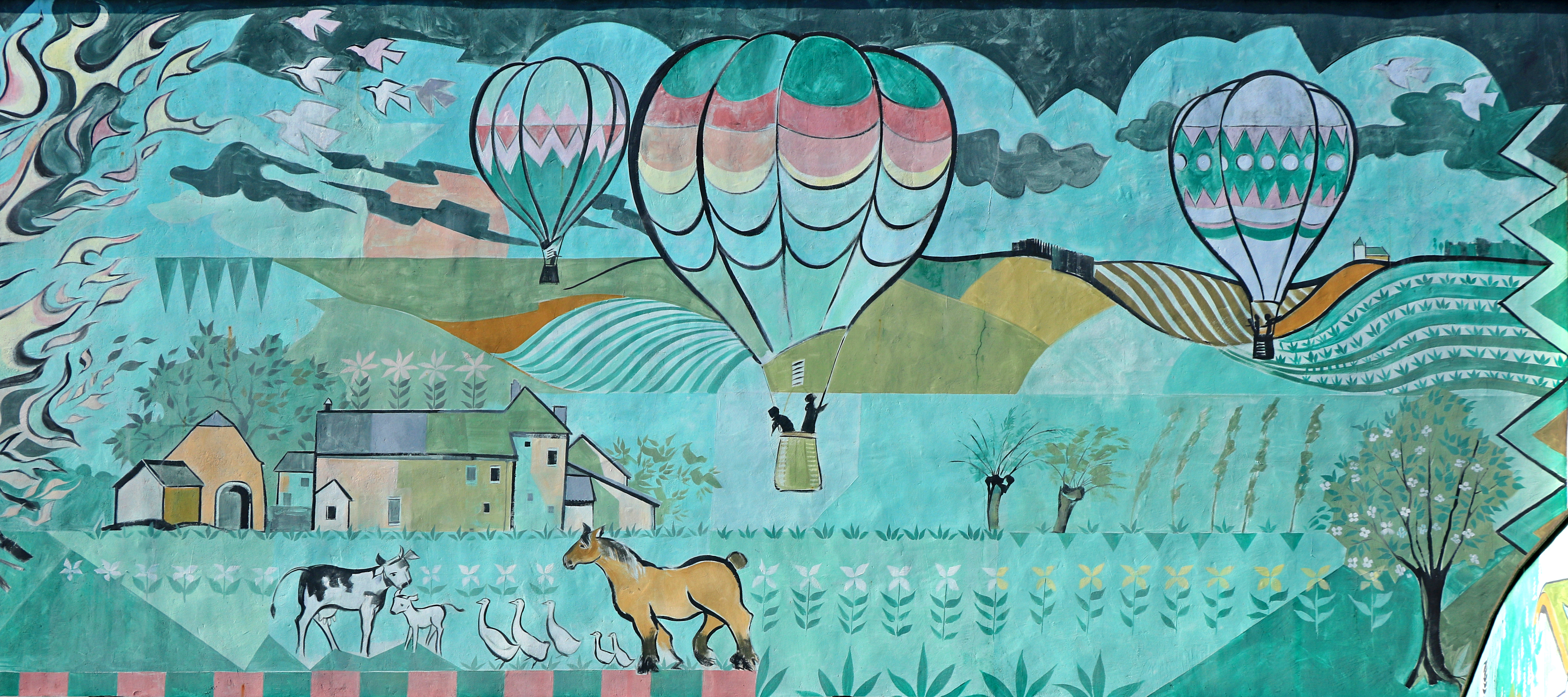
Les montgolfières de Céroux.
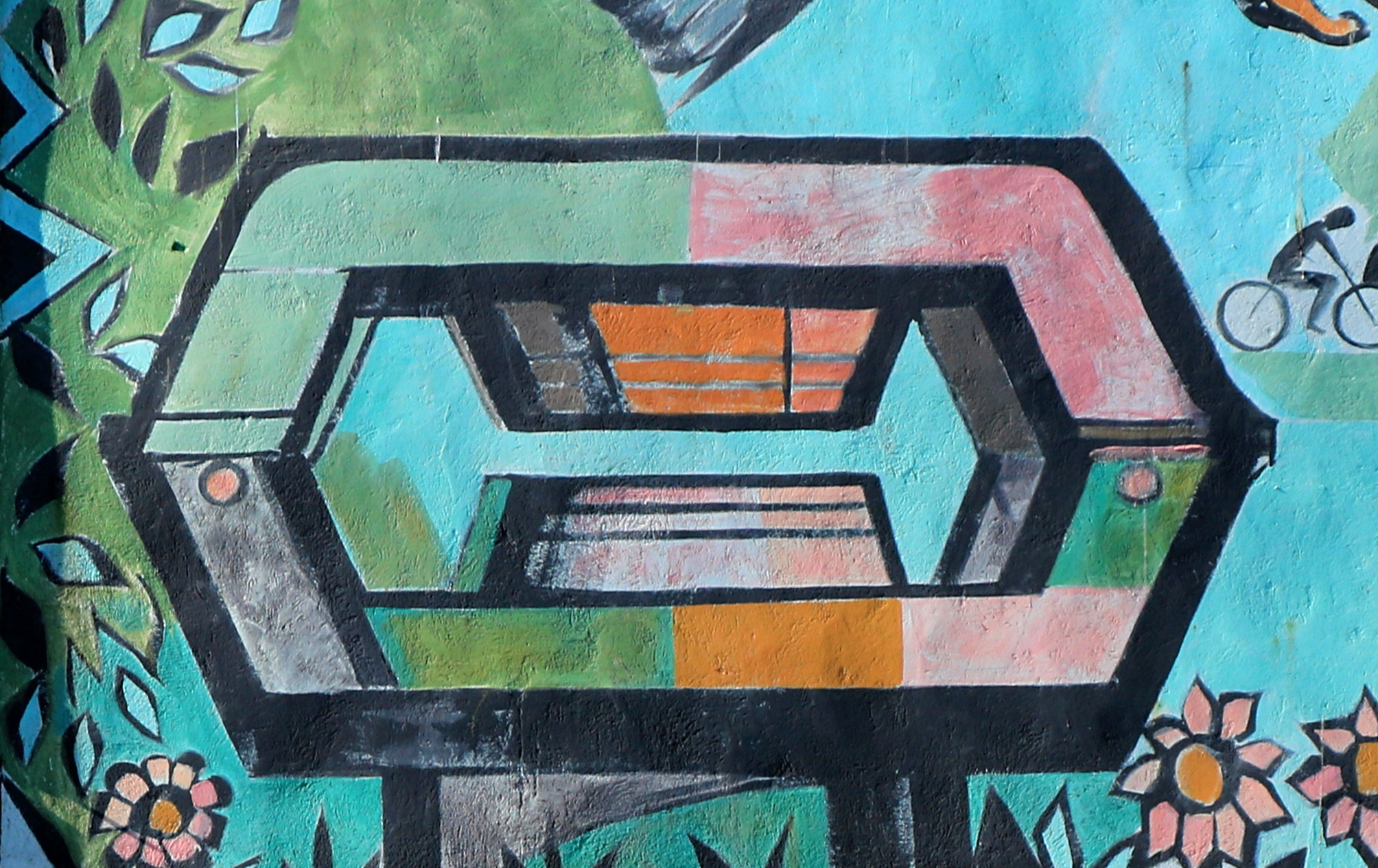
Le cœur du premier cyclotron belge (1947) exposé à Louvain-la-Neuve.

### Pan de mur secondaire
Le petit pan de mur perpendiculaire au mur principal illustre les liens qui unissent la Ville d'Ottignies-Louvain-la-Neuve aux villes de Jassans-Riottier en France, Veszprém en Hongrie, Drăgănești en Roumanie et Masaya au Nicaragua par le biais des jumelages ou de pactes d'amitié. On y reconnait la silhouette de l'église Notre-Dame de l'Assomption (La Asunción) de Masaya, ainsi que des paysans hongrois et roumains en tenue traditionnelle.

Évocation des villes jumelées avec Ottignies-Louvain-la-Neuve.
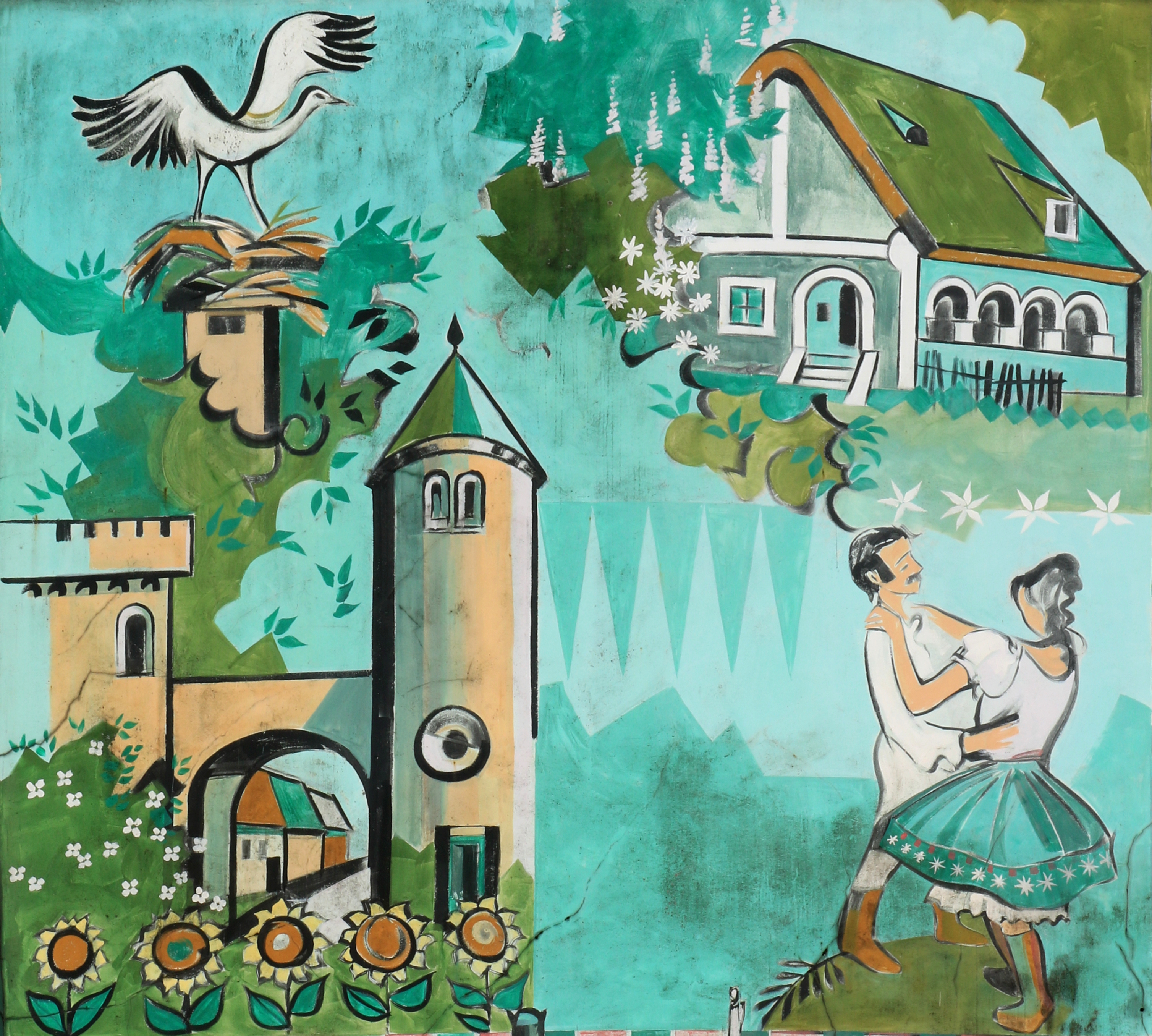
La France et Jassans-Riottier.
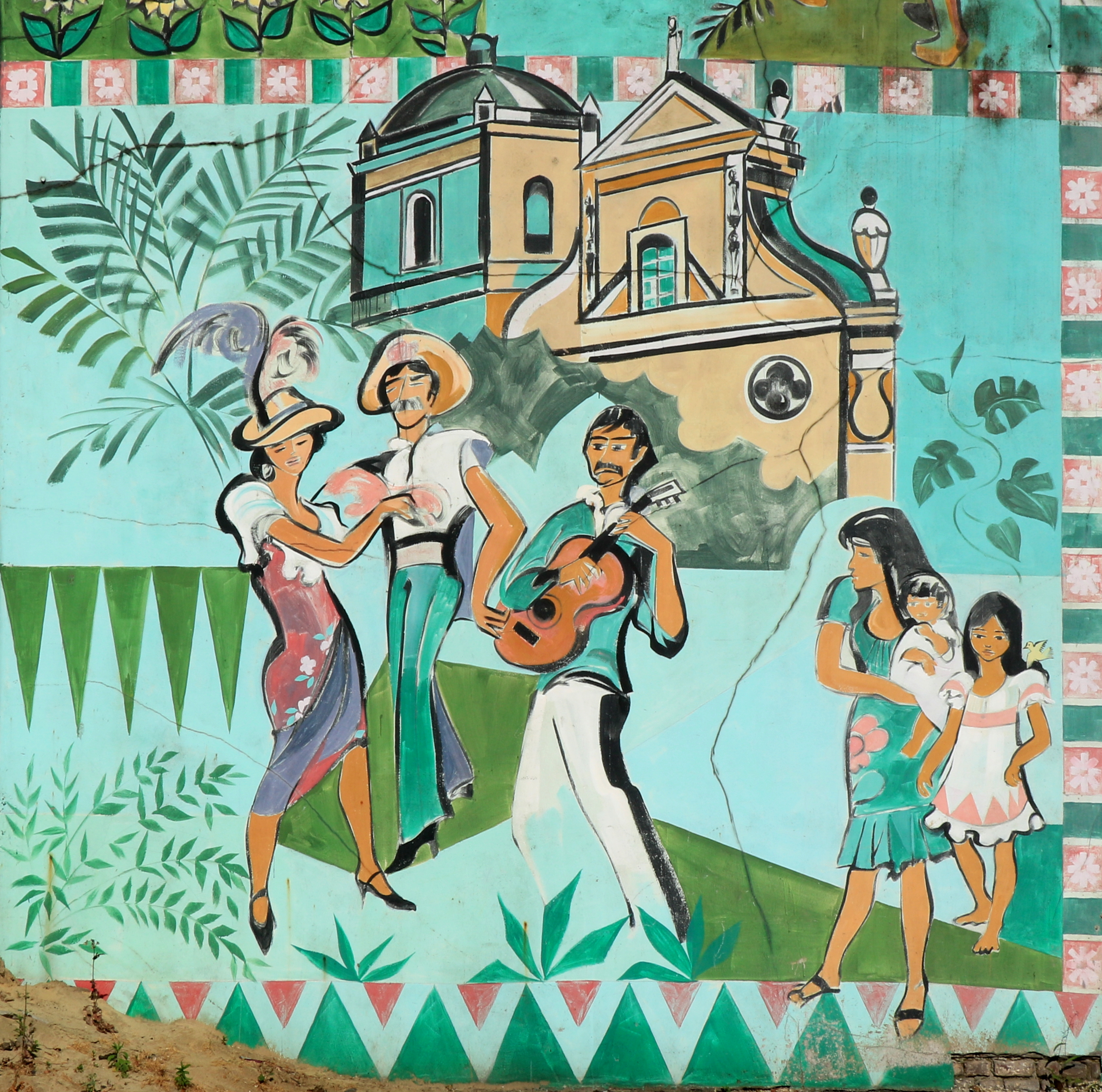
Masaya (Nicaragua).
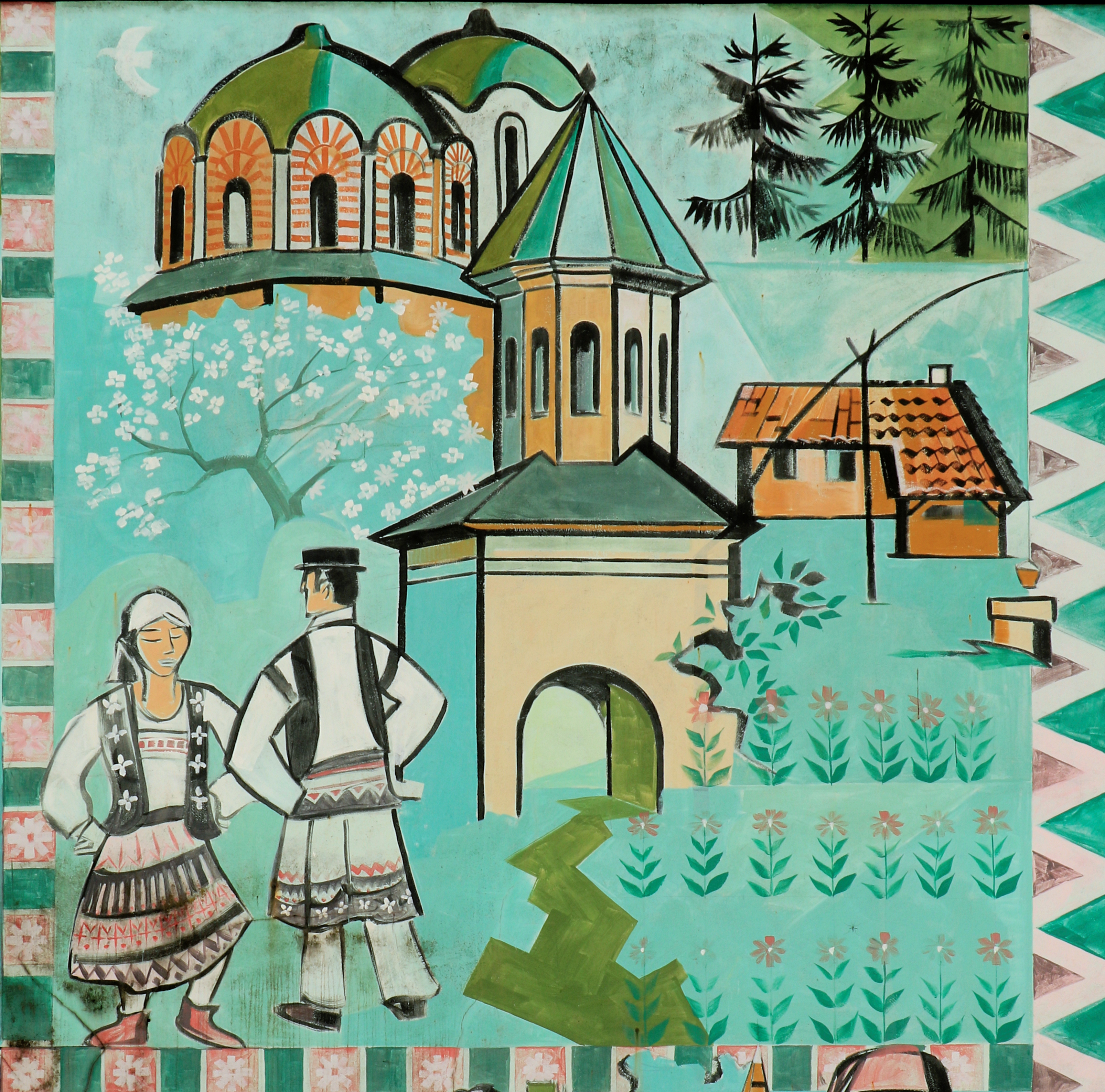
Paysans hongrois.
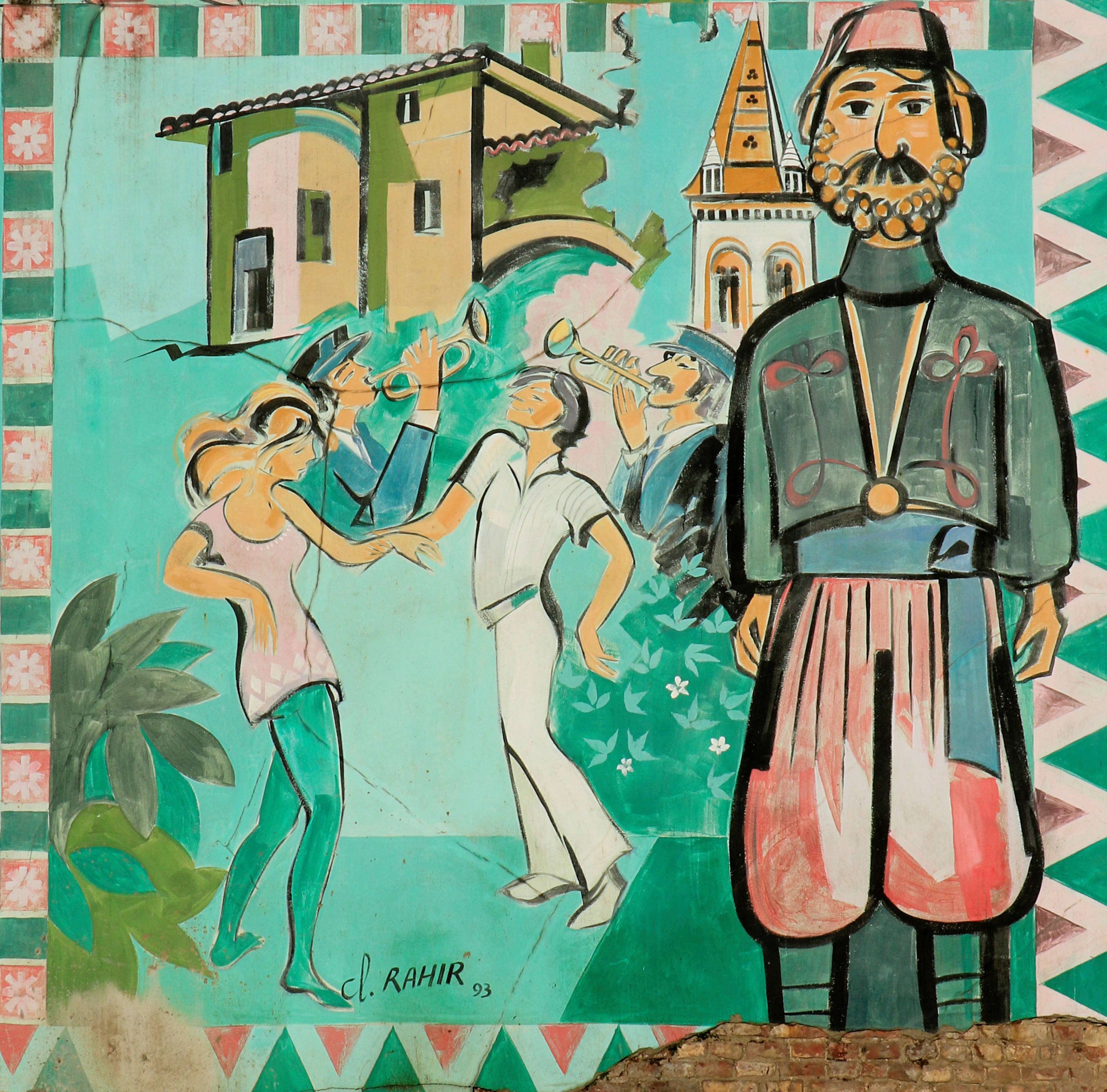
Paysan roumain.

## Programmation et activités
Le Centre culturel dispose d'un budget annuel d'1,5 million d'euros, occupe 20 travailleurs et gère 100 projets par an dont plus de 40 spectacles différents (théâtre, musique, danse, cirque) parmi lesquels :
- la Nuit de la musique africaine[4],[5] ;
- la Biennale d'art contemporain[4],[5] ;

## Infrastructure
Le centre culturel dispose d'une salle de 615 places rénovée en 2013, d'un bar et d'un vestiaire gardé et gratuit.
Il est par ailleurs équipé de boucles d'induction magnétique pour les personnes possédant un appareil auditif commutable, ainsi que d'un ascenseur pour les personnes ayant des difficultés à se déplacer.
Sa billetterie accepte les paiements en « Talents », la monnaie locale en circulation à Ottignies-Louvain-la-Neuve et dans d'autres communes du centre du Brabant wallon.